# Прудище (река)
Прудище, Большая Холуница — река в России, протекает в Оричевском районе Кировской области. Устье реки находится в 3 км по правому берегу реки Холуница. Длина реки составляет 15 км. В верхнем течении также называется Большая Холуница.
Исток реки восточнее села Монастырщина (Пустошенское сельское поселение). Река течёт на северо-запад, протекает сёла и деревни Монастырщина, Поздяки, Тарасовы. Притоки — Меркушиха (левый), Токовица (правый). Впадает в Холуницу тремя километрами выше впадения самой Холуницы в Вятку.

## Данные водного реестра
По данным государственного водного реестра России относится к Камскому бассейновому округу, водохозяйственный участок реки — Вятка от города Киров до города Котельнич, речной подбассейн реки — Вятка. Речной бассейн реки — Кама.
По данным геоинформационной системы водохозяйственного районирования территории РФ, подготовленной Федеральным агентством водных ресурсов:
- Код водного объекта в государственном водном реестре — 10010300312111100034938
- Код по гидрологической изученности (ГИ) — 111103493
- Код бассейна — 10.01.03.003
- Номер тома по ГИ — 11
- Выпуск по ГИ — 1